# Маккей, Треворвано
Треворвано Маккей (англ. Trevorvano Mackey; род. 5 января 1992, Нассау) — багамский легкоатлет, специалист по бегу на короткие дистанции. Выступал на профессиональном уровне в 2009—2016 годах, чемпион Центральной Америки и Карибского бассейна, победитель и призёр ряда крупных международных стартов, участник летних Олимпийских игр в Лондоне.

## Биография
Треворвано Маккей родился 5 января 1992 года в Нассау, Багамские Острова.
Занимался лёгкой атлетикой во время учёбы в местной старшей школе Doris Johnson Senior High School, затем вместе с соотечественником Шавесом Хартом учился в South Plains College. Продолжил спортивную карьеру в легкоатлетической команде Техасского технологического университета, участвовал во многих студенческих соревнованиях в США.
Впервые заявил о себе на международном уровне в сезоне 2010 года, когда в составе багамской сборной стартовал среди юниоров в спринтерских дисциплинах на CARIFTA Games в Дорджтауне, на первенстве Центральной Америки и Карибского бассейна в Санто-Доминго, на юниорском мировом первенстве в Монктоне.
В 2011 году завоевал бронзовые награды в эстафете 4×100 метров на CARIFTA Games в Монтего-Бэй и на юниорском панамериканском первенстве в Мирамаре.
В 2012 году на молодёжном первенстве NACAC в Ирапуато был четвёртым в беге на 200 метров и вторым в эстафете 4×100 метров. Благодаря череде успешных выступлений удостоился права защищать честь страны на летних Олимпийских играх в Лондоне — на предварительном квалификационном этапе 200 метров показал время 21,28, чего оказалось недостаточно для выхода в полуфинальную стадию соревнований.
На центральноамериканском и карибском чемпионате 2013 года в Морелии одержал победу в программе эстафеты 4×100 метров.
В 2014 году на молодёжном первенстве NACAC в Калупсе дважды поднимался на пьедестал почёта: взял бронзу в дисциплине 100 метров и получил серебро в дисциплине 200 метров.
В 2015 году на открытом чемпионате NACAC в Сан-Хосе занял восьмое место в зачёте эстафеты 4×100 метров.
Завершил спортивную карьеру по окончании сезона 2016 года.